# Danh sách video của Taylor Swift

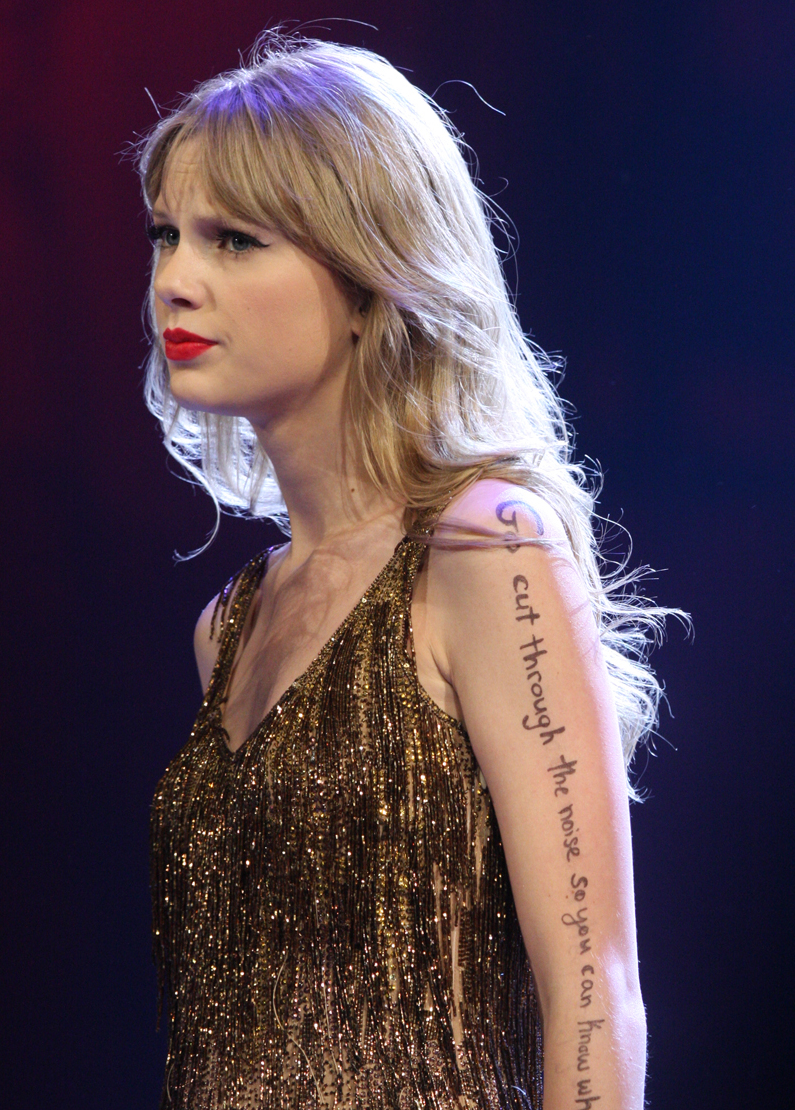
Swift biểu diễn trong khuôn khổ Speak Now Tour tại Sydney, Australia vào tháng 3 năm 2012

Ca sĩ kiêm sáng tác nhạc người Mỹ Taylor Swift đã phát hành 4 video album và xuất hiện trong 38 video âm nhạc, 6 phim điện ảnh và 3 chương trình truyền hình. Trích từ album đầu tay cùng tên (2006), cô ra mắt video âm nhạc cho các đĩa đơn "Tim McGraw", "Teardrops on My Guitar", "Our Song" và "Picture to Burn", tất cả do Trey Fanjoy đạo diễn và công bố từ năm 2006–08. Với "Teardrops on My Guitar", cô giành một đề cử giải Video âm nhạc của MTV cho "Nghệ sĩ mới xuất sắc nhất". Năm 2008, cô ra mắt thêm 3 video âm nhạc khác—"Beautiful Eyes" từ đĩa mở rộng cùng tên, "Change" từ AT&T Team USA Soundtrack và "Love Story" từ album phòng thu thứ hai Fearless (2008). Video "Love Story" giành hai đề cử tại giải thưởng âm nhạc CMT 2009—cho "Video của năm" và "Video của nữ nghệ sĩ". Với video của "You Belong with Me", cô thắng giải Video âm nhạc của MTV cho "Video xuất sắc nhất của nữ ca sĩ" tại mùa giải năm 2009. Trong lúc phát biểu nhận giải, cô bị rapper Kanye West làm gián đoạn, gây nên nhiều tranh cãi và chú ý của giới truyền thông.
Album phòng thu thứ ba, Speak Now (2010) phát hành đĩa đơn "Mine", với video âm nhạc do chính Swift và Roman White đạo diễn; White trước đây từng chỉ đạo hai video âm nhạc của cô. Theo sau là "Back to December", một video cho thấy hậu quả của một cuộc chia tay và "Mean", kể về sự ức hiếp. Năm 2011, cô còn ra mắt video cho "The Story of Us", "Sparks Fly" và "Ours". Năm kế tiếp, Swift phát hành album thứ tư Red (2012), mở đầu bằng video cho đĩa đơn "We Are Never Ever Getting Back Together". Video "I Knew You Were Trouble" giúp Swift lần thứ hai giành giải Video âm nhạc của MTV cho "Video xuất sắc nhất của nữ ca sĩ". Năm 2013, Swift ra mắt 5 video âm nhạc—4 trích từ Red; "22", "Everything Has Changed", "Red" và "The Last Time"—và sự hợp tác với Tim McGraw trong "Highway Don't Care".
Album thứ năm của Swift, 1989 xuất bản video âm nhạc cho "Shake It Off" và "Blank Space", video đạt 1 tỷ lượt xem nhanh nhất trên hệ thống Vevo vào năm 2015. "Blank Space" và video âm nhạc "Bad Blood", có sự góp mặt của rapper Kendrick Lamar, thắng 4 giải tại giải Video âm nhạc của MTV năm 2015, trong đó có "Video của năm" và "Hợp tác xuất sắc nhất". "Bad Blood" cũng thắng giải Grammy cho "Video âm nhạc xuất sắc nhất". Ngoài các video âm nhạc, Swift còn phát hành nhiều video album như Taylor Swift and Def Leppard (2009), Speak Now World Tour – Live (2011) and Taylor Swift: Journey to Fearless (2011). Cô xuất hiện trong chương trình CSI: Crime Scene Investigation năm 2009, Saturday Night Live năm 2009 và New Girl năm 2013. Về điện ảnh, cô góp mặt trong Valentine's Day (2010), góp giọng trong phim hoạt hình The Lorax (2012). Cô còn xuất hiện trong nhiều quảng cáo, bao gồm nhãn hiệu Band Hero (2009), Coca Cola (2014) và Apple Music (2015).

## Video âm nhạc

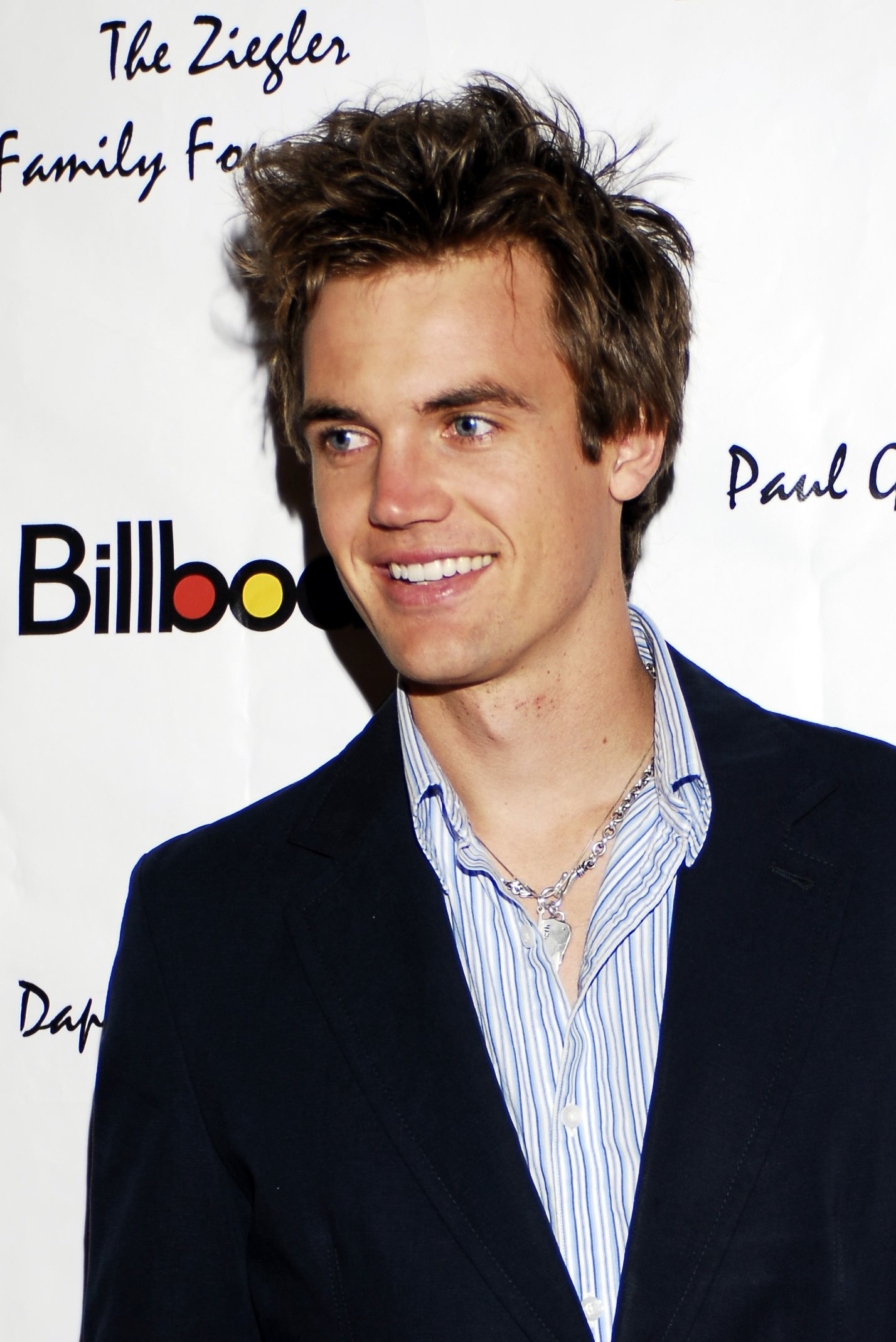
Tyler Hilton trong vai người tình của Swift trong "Teardrops on My Guitar".

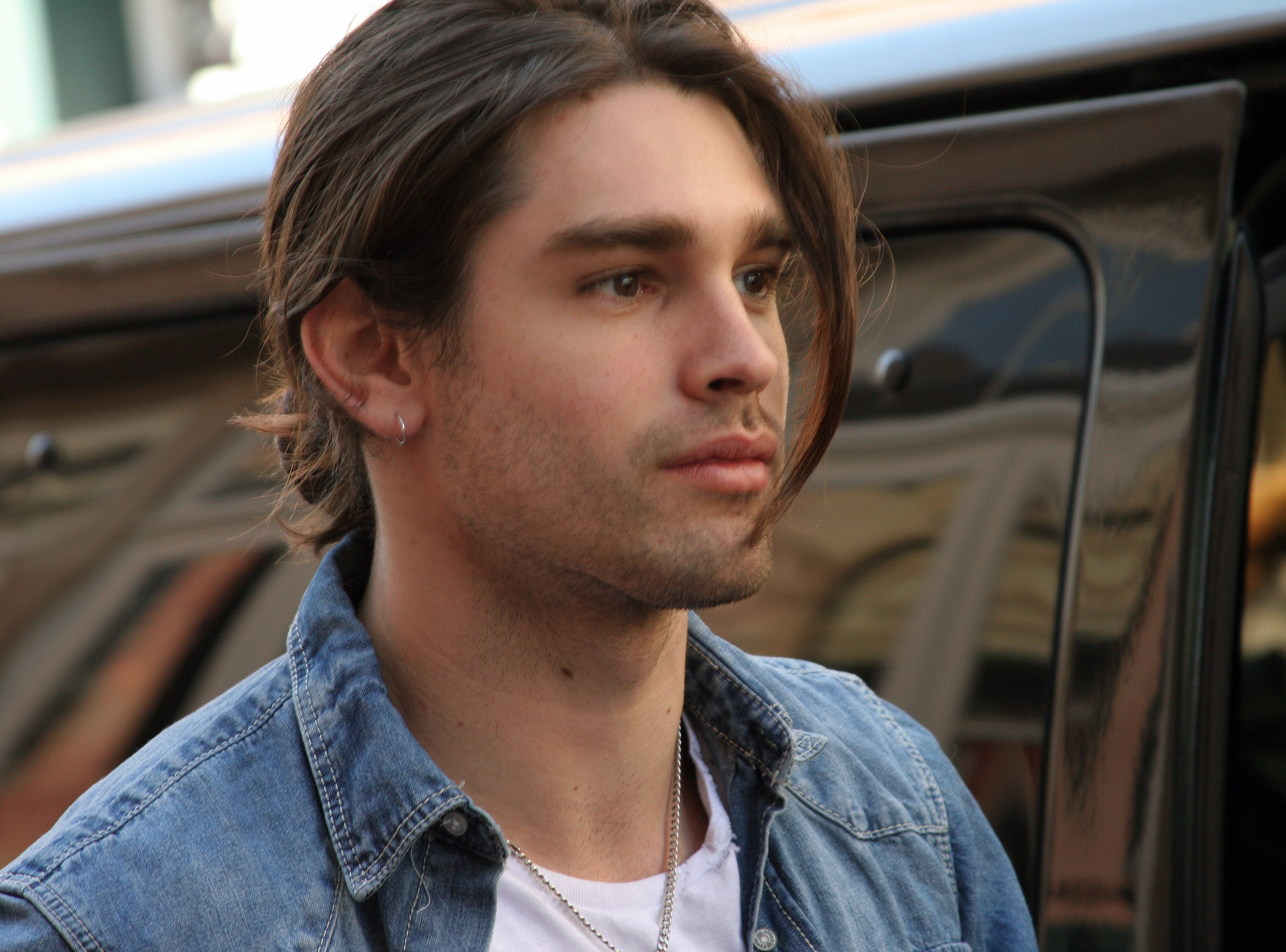
Người mẫu Justin Gaston vào vai nhân vật hư cấu Romeo trong "Love Story".

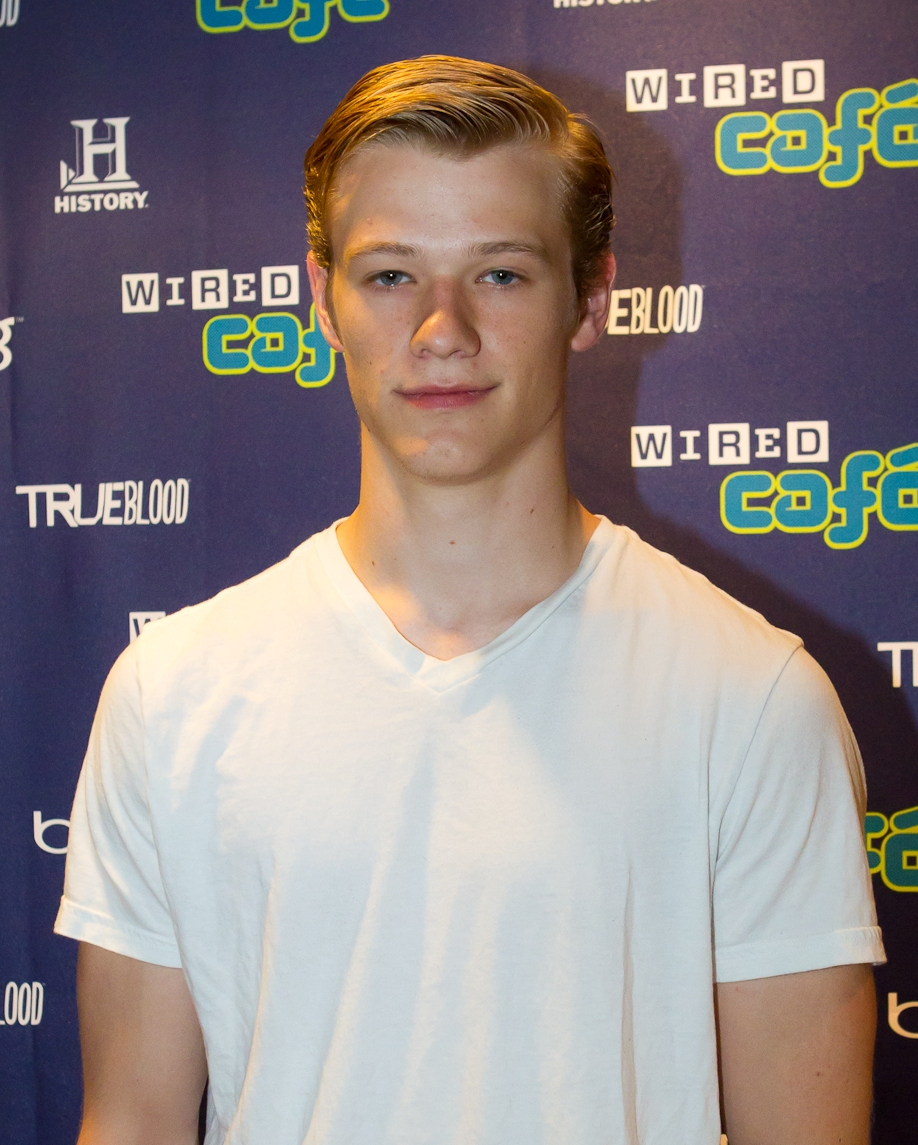
Lucas Till vào vai nam chính trong video "You Belong With Me".

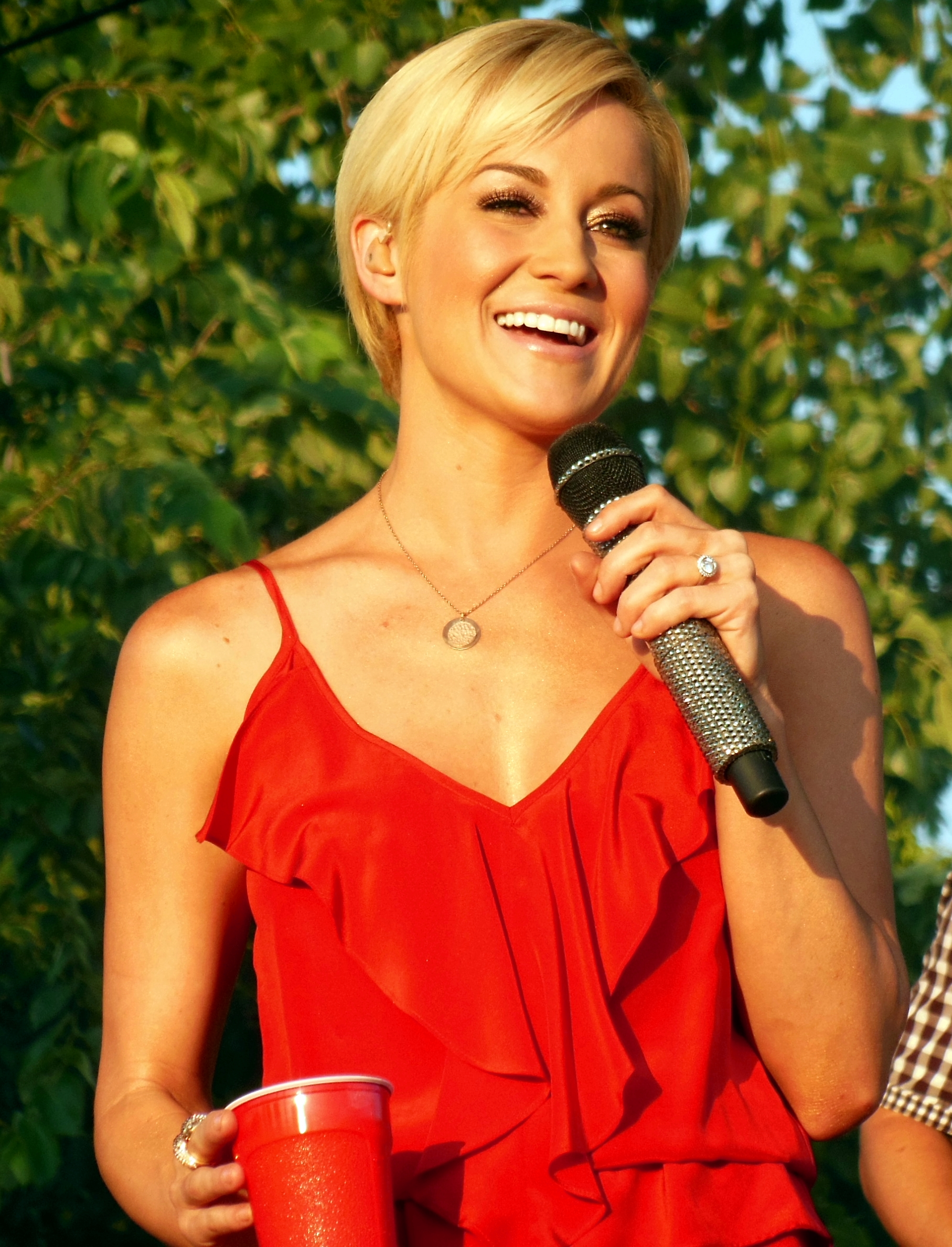
Swift xuất hiện trong video "Best Days of Your Life" của Kellie Pickler

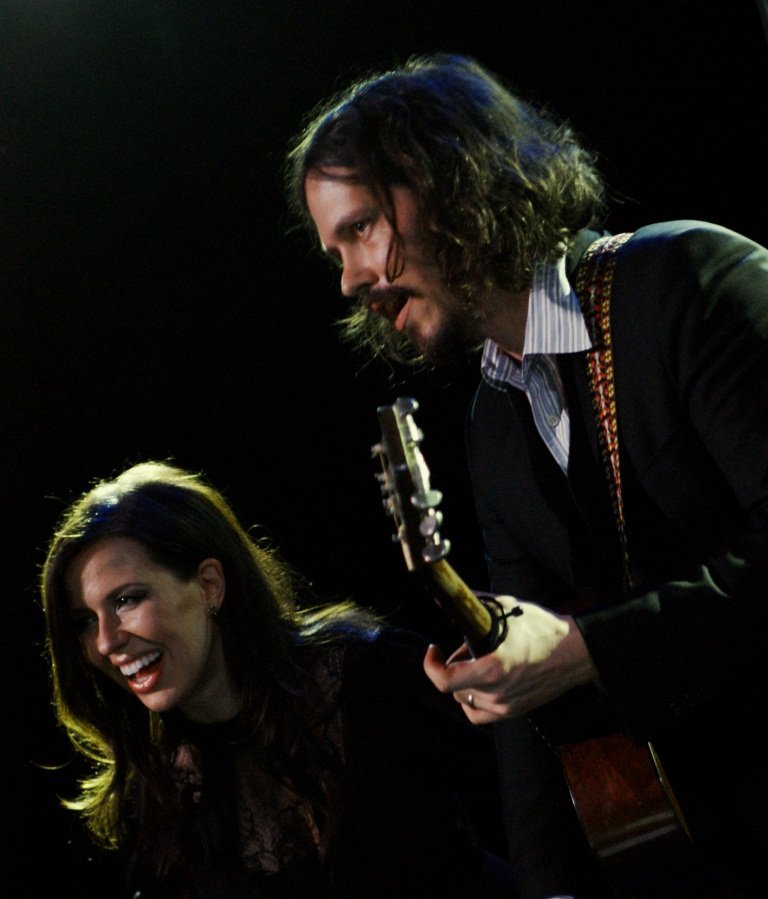
The Civil Wars hợp tác cùng Swift trong "Safe & Sound"

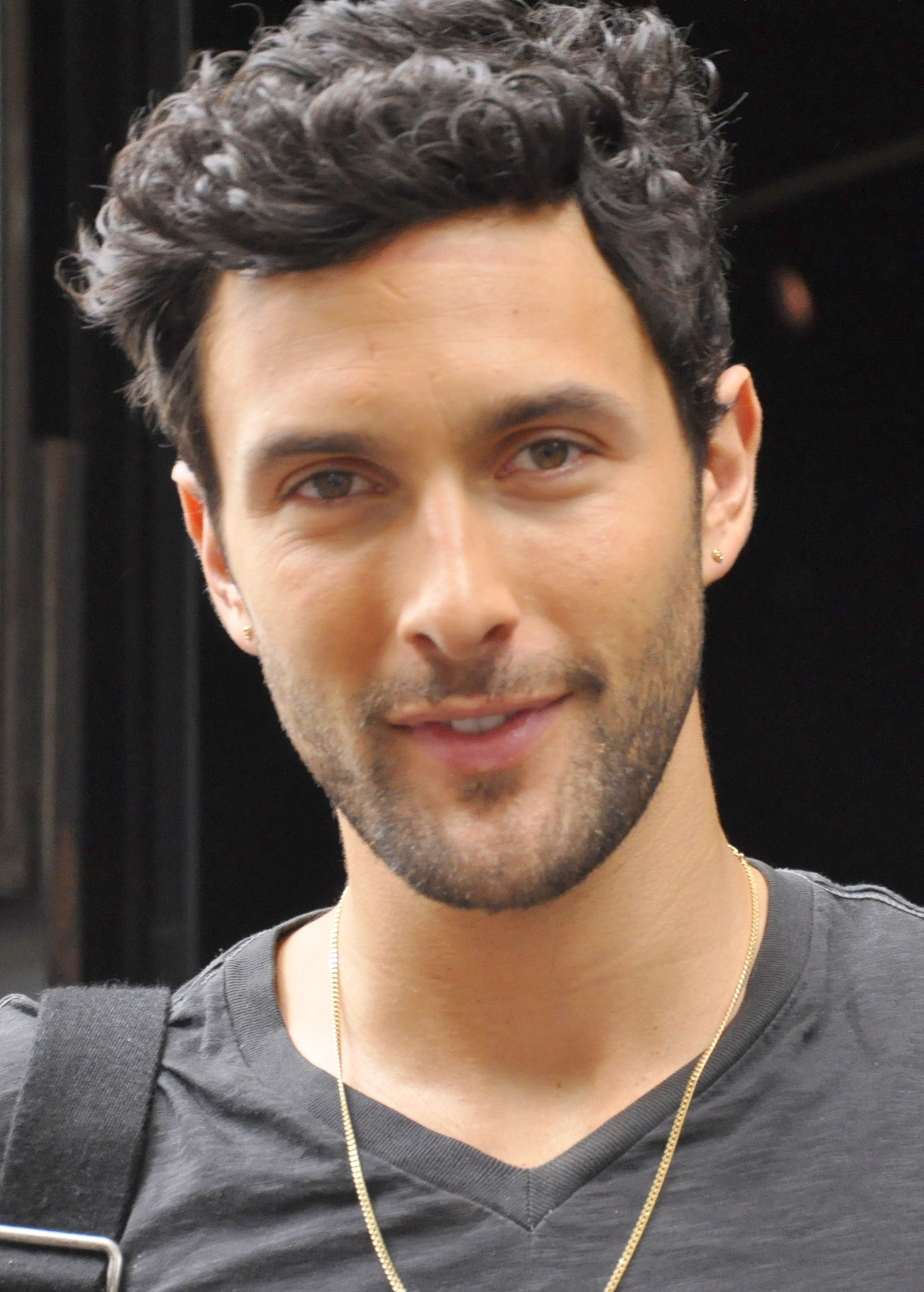
Noah Mills là tình nhân cùng cuộc tình chìm-nổi với Swift trong video "We Are Never Ever Getting Back Together".

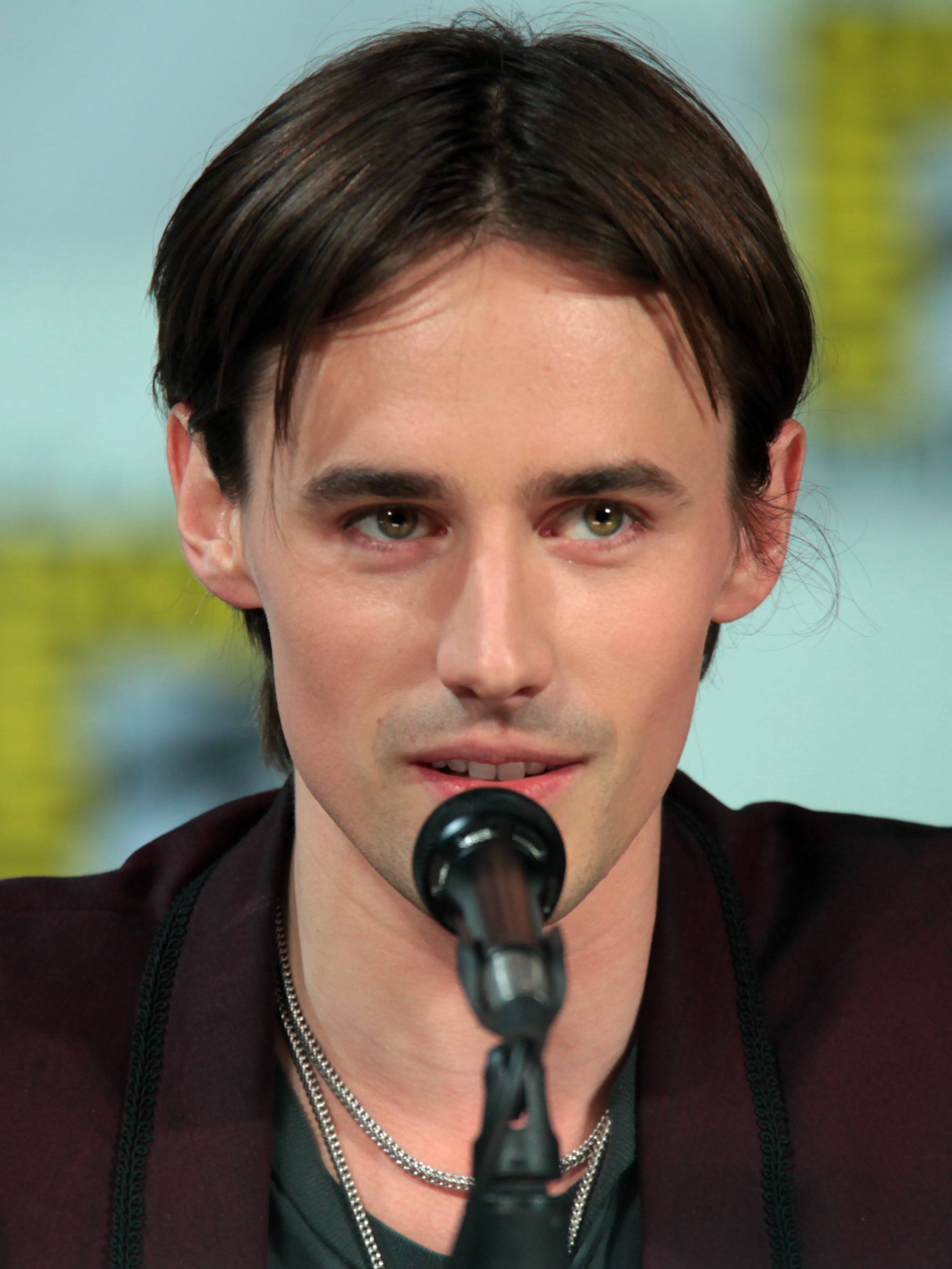
Reeve Carney vào vai người tình trăng hoa của Swift trong "I Knew You Were Trouble".

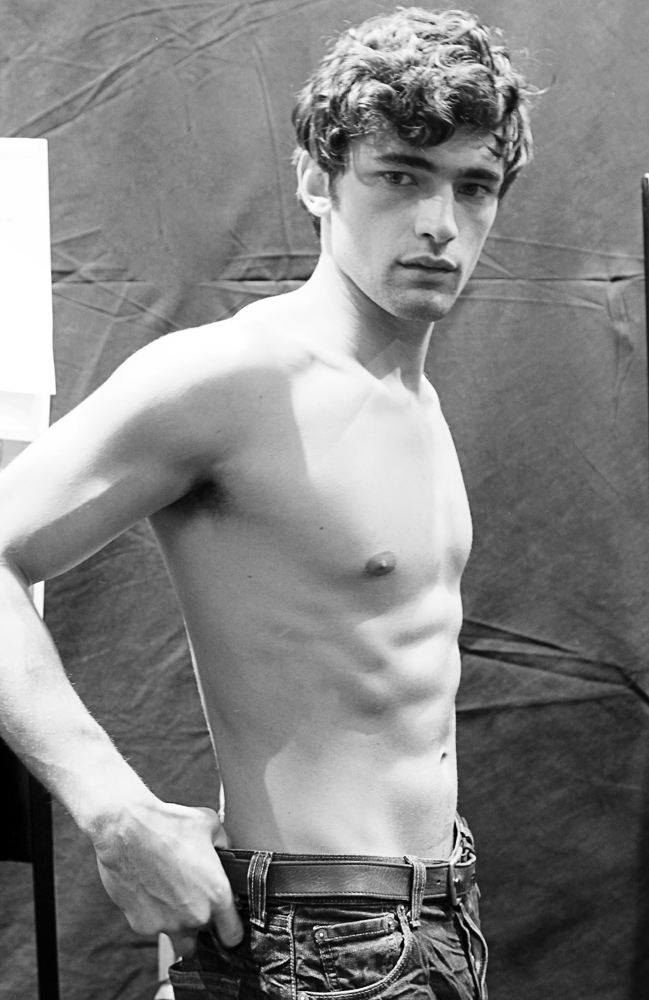
Sean O'Pry xuất hiện trong vai người tình của Swift trong "Blank Space".

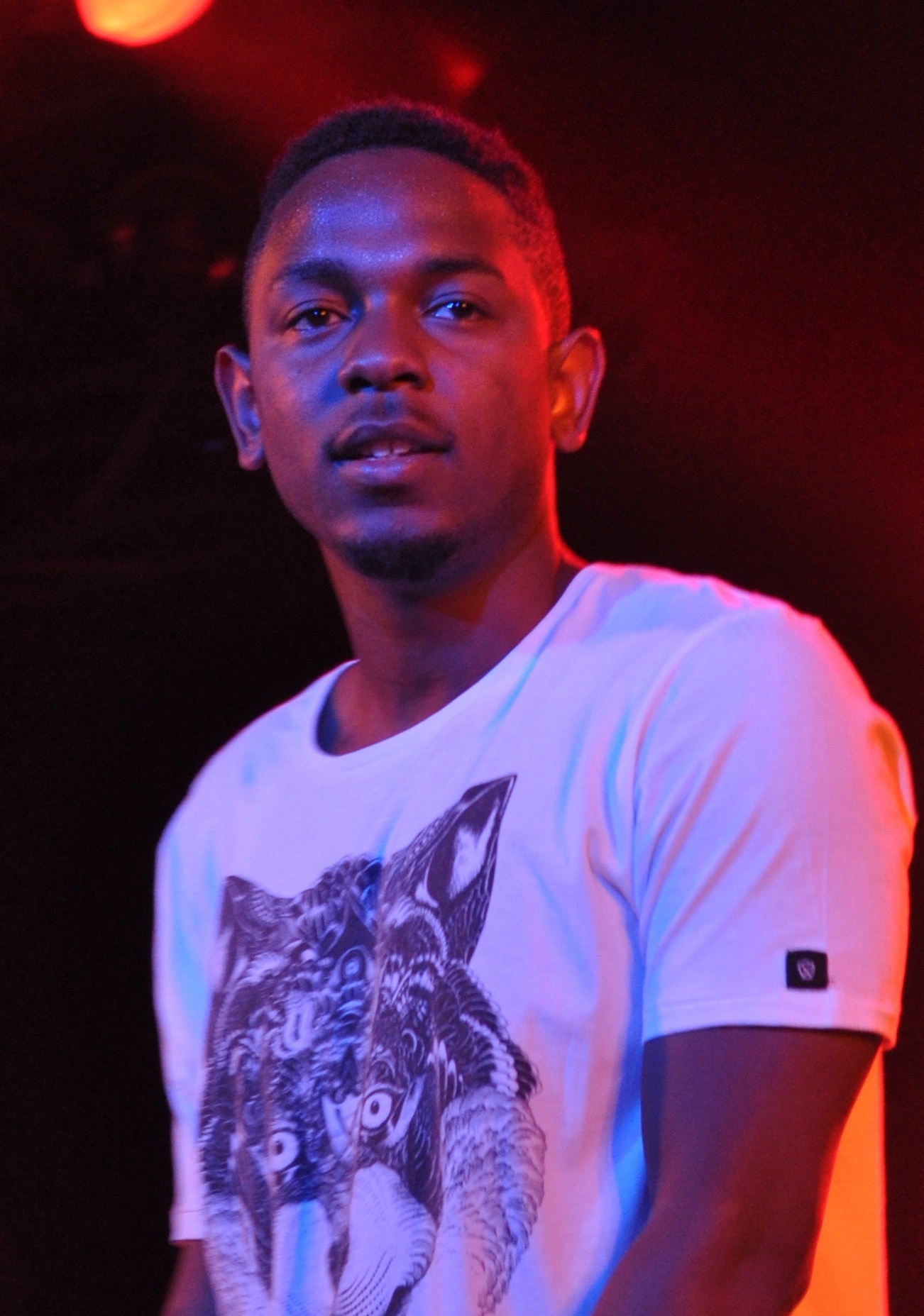
Kendrick Lamar hợp tác trong video "Bad Blood".

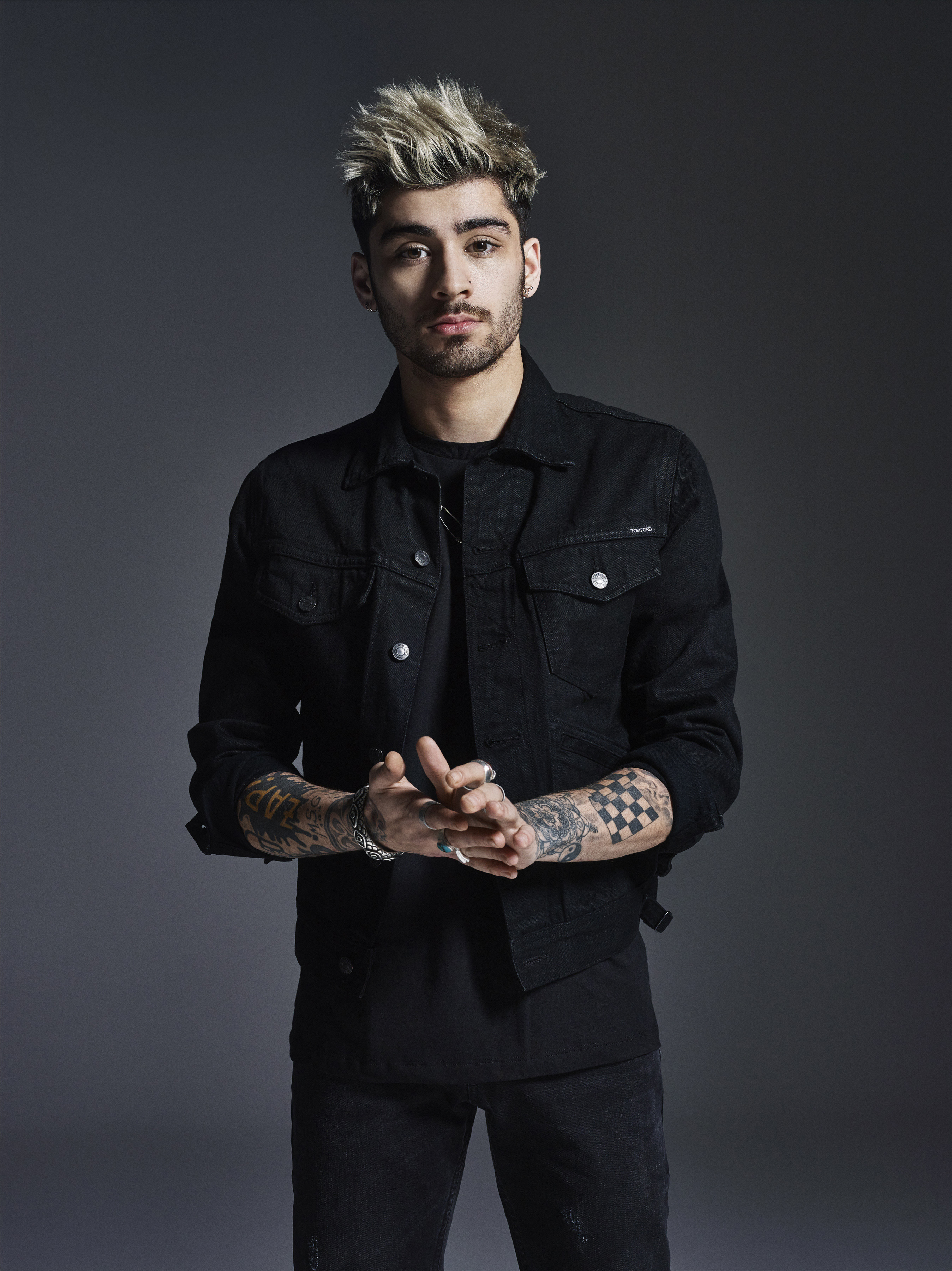
Cùng với Zayn Malik, cô đã phát hành "I Don't Wanna Live Forever"

| • | Video âm nhạc do Swift đạo diễn |

| Tựa đề                                                        | Năm  | Nghệ sĩ khác        | Đạo diễn                      | Mô tả | Nguồn                                       |
| ------------------------------------------------------------- | ---- | ------------------- | ----------------------------- | --- | ------------------------------------------- |
| "Tim McGraw"                                                  | 2006 | Không có            | Trey Fanjoy                   | Video tập trung vào ký ức của Swift cùng người tình, với những cảnh cho thấy Swift nằm bên bờ hồ. Video nhận đề cử hạng mục "Video streaming hàng đầu của nghệ sĩ mới" tại giải CMT Online năm 2006. Tại giải thưởng âm nhạc CMT 2007, video thắng giải "Video cúa năm".                                                                                               | [ 11 ]                                      |
| "Teardrops on My Guitar"                                      | 2007 | Không có            | Trey Fanjoy                   | Kể về chuyện tình đơn phương giữa Swift và một chàng trai phải lòng một cô gái khác. Video nhận đề cử giải Video âm nhạc của MTV cho "Nghệ sĩ mới xuất sắc nhất" năm 2008. | [ 13 ]                                      |
| "Our Song"                                                    | 2007 | Không có            | Trey Fanjoy                   | Swift trình diễn trong nhiều bối cảnh khác nhau, như ở trước hiên nhà. Tại giải thưởng âm nhạc CMT 2008, video thắng giải "Video của năm" và "Video của nữ ca sĩ". | [ 15 ]                                      |
| "I'm Only Me When I'm with You" •                             | 2008 | Không có            | Taylor Swift                  | Video Swift trình diễn trong những chương trình hòa nhạc trực tiếp. | [ 16 ]                                      |
| "Picture to Burn"                                             | 2008 | Không có            | Trey Fanjoy                   | Swift mơ tưởng về một cuộc trả thù bạn trai cũ khi thấy anh ta đi cùng một người phụ nữ khác. | [ 17 ]                                      |
| "Beautiful Eyes"                                              | 2008 | Không có            | Todd Cassetty Trey Fanjoy     | Video trích từ tiệc sinh nhật lần thứ 18 của Swift. | [ 18 ]                                      |
| "Change"                                                      | 2008 | Không có            | Shawn Robbins                 | Swift trình diễn với ban nhạc trong một căn phòng dạ hội. Một phiên bản khác của video cho thấy hình ảnh của đội thể thao Thế vận hội Mỹ tại mùa Thế Vận hội 2008. | [ 20 ]                                      |
| "Love Story"                                                  | 2008 | Không có            | Trey Fanjoy                   | Dựa trên vở kịch Romeo và Juliet (1597) của William Shakespeare, video thay thế nội dung bằng một cái kết có hậu; tập trung vào Swift lúc gặp gỡ bạn trai tại trường đại học, với bối cảnh trung đại. Tại giải thưởng âm nhạc CMT 2009, video thắng giải "Video của năm" và "Video của nữ ca sĩ".                                                                      | [ 22 ]                                      |
| "White Horse"                                                 | 2009 | Không có            | Trey Fanjoy                   | Người bạn trai cũ muốn làm lành với Swift. Cô gợi nhớ lại nhiều kỷ niệm tiêu cực lẫn tích cực với anh ta. | [ 23 ]                                      |
| "Crazier"                                                     | 2009 | Không có            | Peter Chelsom                 | Video cho thấy Swift trình diễn bài hát trong bộ phim Hannah Montana: The Movie. | [ 24 ]                                      |
| "You Belong with Me"                                          | 2009 | Không có            | Roman White                   | Swift, một cô gái ham học, ao ước về một chàng trai nổi tiếng ở đối diện nhà. Tại giải Video âm nhạc của MTV năm 2009, video chiến thắng hạng mục "Video xuất sắc nhất của nữ ca sĩ". Trong lúc phát biểu nhận giải, cô bị rapper Kanye West làm gián đoạn, gây nên nhiều tranh cãi và chú ý của giới truyền thông.                                                    | [ 27 ]                                      |
| "The Best Day" •                                              | 2009 | Không có            | Taylor Swift                  | Đoạn video tại gia cho thấy những khoảnh khắc giữa Swift và mẹ của cô. | [ 28 ]                                      |
| "Fifteen"                                                     | 2009 | Không có            | Roman White                   | Video sử dụng phông nền xanh và nhiều kỹ xảo hình ảnh. Swift đi bộ qua một khu vườn, nơi cô hồi tưởng nhiều ký ức với người bạn thân của mình. | [ 29 ]                                      |
| "Best Days of Your Life"                                      | 2009 | Kellie Pickler      | Roman White                   | Khi Pickler nhìn thấy bạn trai phản bội mình, cô chấm dứt với anh ta. Người bạn trai lại cảm thấy khổ sở với cô bạn gái mới và nhớ đến thời gian bên cạnh Pickler. | [ 30 ]                                      |
| "Fearless"                                                    | 2010 | Không có            | Todd Cassetty                 | Đạo diễn Todd Cassetty dùng những hình ảnh Swift trình diễn ở Fearless Tour trong video này. | [ 31 ]                                      |
| "Mine" •                                                      | 2010 | Không có            | Taylor Swift Roman White      | Swift nhớ lại những trận cãi nhau của bố mẹ đã theo cô suốt thời gian trưởng thành, mối quan hệ tình cảm và cuộc hôn nhân của chính mình. | [ 32 ]                                      |
| "Back to December"                                            | 2011 | Không có            | Yoann Lemoine                 | Swift thương nhớ người tình cũ mà cô đã không trân trọng khi còn ở bên nhau. | [ 33 ]                                      |
| "Mean"                                                        | 2011 | Không có            | Declan Whitebloom             | Tìm hiểu cuộc sống của bốn con người khác nhau, bị ức hiếp theo 4 giai đoạn khác nhau. Dù vậy, đời sống của họ đều được cải thiện ở cuối video. | [ 34 ]                                      |
| "The Story of Us"                                             | 2011 | Không có            | Noble Jones                   | Swift thuật lại một quyển sách giấu tên trong thư viện. Những cảnh hồi tưởng giữa cô và bạn trai cũ, cùng những sinh viên trong thư viện. | [ 35 ]                                      |
| "Sparks Fly"                                                  | 2011 | Không có            | Christian Lamb                | Cho thấy nhiều màn trình diễn trong Speak Now World Tour. | [ 36 ]                                      |
| "Ours"                                                        | 2011 | Không có            | Declan Whitebloom             | Tập trung vào bối cảnh văn phòng, nơi Swift làm việc và ngắm nhìn nhiều video giữa cô và bạn trai. Cuối cùng, họ ôm chầm lấy nhau khi anh trở về từ quân đội. | [ 37 ]                                      |
| "Safe & Sound"                                                | 2012 | The Civil Wars      | Philip Andelman               | Video quay tại một nghĩa trang, nơi Swift ngồi trên nấm mồ của một cặp đôi đã qua đời năm 1853. | [ 38 ]                                      |
| "Both of Us"                                                  | 2012 | B.o.B               | Jake Nava                     | Cùng với B.o.B và Swift, video còn cho thấy nhiều người trong cuộc sống thường nhật. | [ 39 ]                                      |
| "We Are Never Ever Getting Back Together"                     | 2012 | Không có            | Declan Whitebloom             | Khi người bạn trai thực hiện nhiều điều khủng khiếp và tàn bạo, Swift nhận ra họ không thể trở về bên nhau được nữa. | [ 40 ]                                      |
| "Begin Again"                                                 | 2012 | Không có            | Philip Andelman               | Video cho thấy Swift lang thang khắp con phố Paris để tìm lại sự khởi đầu. | [ 41 ]                                      |
| "I Knew You Were Trouble"                                     | 2012 | Không có            | Anthony Mandler               | Swift nhớ lại nhiều sự kiện của một cuộc tình chóng vánh nhưng vô cùng cuồng nhiệt. Video đề cử cho hạng mục "Video của năm" và chiến thắng "Video xuất sắc nhất của nữ ca sĩ" tại giải Video âm nhạc của MTV năm 2013. | [ 44 ]                                      |
| "22"                                                          | 2013 | Không có            | Anthony Mandler               | Swift chơi đùa cùng nhiều người bạn và xuất hiện trong một bữa tiệc vào cuối video. | [ 45 ]                                      |
| "Highway Don't Care"                                          | 2013 | Tim McGraw          | Shane Drake                   | Video nhấn mạnh sự nguy hiểm của việc mất tập trung lúc lái xe, đặc biệt khi vừa nhắn tin vừa lái xe. | [ 46 ]                                      |
| "Everything Has Changed"                                      | 2013 | Ed Sheeran          | Philip Andelman Giles Dunning | Hai đứa trẻ gặp nhau trên một chiếc xe buýt đến trường tiểu học. Trong video, chúng vẽ mặt cho nhau bằng bút màu, làm công chúa và hiệp sĩ và nhảy cùng nhau trong phòng tập thể dục của trường. | [ 47 ]                                      |
| "Red"                                                         | 2013 | Không có            | Kenny Jackson                 | Video cho thấy hình ảnh từ chuyến lưu diễn The Red Tour, với tiếng reo hò của khán giả. | [ 48 ]                                      |
| "The Last Time"                                               | 2013 | Gary Lightbody      | Terry Richardson              | Video dùng màn trình diễn bài hát, trích từ The Red Tour, tại Sacramento, California vào tháng 8 năm 2013. | [ 49 ]                                      |
| "Shake It Off"                                                | 2014 | Không có            | Mark Romanek                  | Swift xuất hiện cùng nhiều vũ công kịch múa, cổ động viên, hip hop, jazz và twerk. Trong suốt video, Swift liên hệ đến nhiều nhạc sĩ khác, bao gồm Lady Gaga và Skrillex. | [ 50 ]                                      |
| "Blank Space"                                                 | 2014 | Không có            | Joseph Kahn                   | Video 360° cho thấy Swift và người tình trong một căn biệt thự. Khi bị bạn trai phản bội, cô biến thành một người tình ghen tuông điên loạn. Với hơn 1.68 tỷ lượt xem, đây là video được xem nhiều thứ 4 trên hệ thống YouTube, tính đến tháng 8 năm 2016. Video thắng hai giải Video âm nhạc của MTV—"Video xuất sắc nhất của nữ ca sĩ" và "Video pop xuất sắc nhất". | [ 53 ]                                      |
| "Style"                                                       | 2015 | Không có            | Kyle Newman                   | Video này khác biệt so với các tác phẩm trước của Swift, cho thấy cô trong một bối cảnh tối màu và trừu tượng, xuất hiện nhiều hình ảnh cây cối, rừng rậm và những chuyến xe. | [ 54 ]                                      |
| "Bad Blood"                                                   | 2015 | Kendrick Lamar      | Joseph Kahn                   | Khi Swift bị người thân cận phản bội, cô chuẩn bị cho một chiến dịch trả thù thích đáng. Video giành 8 đề cử tại giải Video âm nhạc của MTV năm 2015, chiến thắng hạng mục "Video của năm" và "Hợp tác xuất sắc nhất". Video cũng thắng giải Grammy cho "Video âm nhạc xuất sắc nhất".                                                                                 | [ 57 ]                                      |
| "Wildest Dreams"                                              | 2015 | Không có            | Joseph Kahn                   | Lấy bối cảnh thập niên 1950, Swift và người tình ghi hình một câu chuyện lãng mạn. Swift đau khổ khi thấy anh ta đi cùng vợ, bỏ chạy khỏi buổi công chiếu bộ phim. Tất cả lợi nhuận của video được ủng hộ đến nỗ lực bảo tồn động vật hoang dã tại African Parks Foundation of America.                                                                                | [ 59 ]                                      |
| "Out of the Woods"                                            | 2015 | Không có            | Joseph Kahn                   | Swift xuất hiện tại nhiều địa điểm khác nhau, như tại một bãi biển, những ngọn núi đầy tuyết trắng, một đại dương, một cảnh quan khô cằn, một nơi đầy bùn đất và một cánh rừng đang cháy. | [ 60 ]                                      |
| "I Don't Wanna Live Forever"                                  | 2017 | Zayn Malik          | Grant Singer                  | Swift và Malik dạo bước quanh khách sạn, ném nhiều đồ vật như ly, đèn ngủ, gối xung quanh phòng. | [ 61 ]                                      |
| "Look What You Made Me Do"                                    | 2017 | None                | Joseph Kahn                   | Video bao gồm nhiều hình ảnh trước đây của Swift, bao gồm một vũ công ballet, một huấn luyện viên xiếc và một học sinh trung học. Video đã phá kỷ lục 24-Hour Vevo Record với hơn 43 triệu lượt xem ngày đầu ra mắt. | [ 63 ]                                      |
| "...Ready for It?"                                            | 2017 | None                | Joseph Kahn                   | Video được đặt trong bối cảnh tương lai ,thế giới ngầm và có nhiều liên quan tới các nhân vật anime. |                                             |
| "End Game"                                                    | 2018 | Ed Sheeran , Future |                               | | https://www.youtube.com/watch?v=dfnCAmr569k |
| "Delicate"                                                    | 2018 |                     |                               | |                                             |
| "Me!"                                                         | 2019 | Brendon Urie        |                               | | [ 65 ]                                      |
| "You Need To Calm Down"                                       | 2019 |                     |                               | Video ủng hộ cộng đồng LGBTQ+ và việc kì thị,làm hại người khác | [ 66 ]                                      |
| "Lover"                                                       | 2019 |                     |                               | Video lấy bối cảnh một ngôi nhà trong một quả cầu tuyết.Ngôi nhà chứa đựng các cảm xúc của Swift khi cùng ở người yêu của mình | [ 67 ]                                      |
| "The Man"                                                     | 2020 |                     |                               | Video thể hiện rõ sự khác nhau giữa cách một người đàn ông và một người phụ nữ được đối xử như thế nào.Video ủng hộ đấu tranh giành lại bình đẳng cho những người phụ nữ | [ 68 ]                                      |
| "Cardigan"                                                    | 2020 |                     |                               | | [ 69 ]                                      |
| "Willow"                                                      | 2020 |                     |                               | | [ 70 ]                                      |
| "All Too Well (The Short Film)                                | 2021 |                     |                               | | [ 71 ]                                      |
| "I Bet You Think About Me (Taylor's version) (From The Vault) | 2021 |                     |                               | | [ 72 ]                                      |

## Video album
| Tựa đề                                                                    | Chi tiết                                                                                                  | Vị trí xếp hạng cao nhất | Vị trí xếp hạng cao nhất | Vị trí xếp hạng cao nhất | Vị trí xếp hạng cao nhất | Doanh số      | Chứng nhận          | Ghi chú |
| Tựa đề                                                                    | Chi tiết                                                                                                  | Mỹ                       | Úc                       | Canada                   | Nhật Bản                 | Doanh số      | Chứng nhận          | Ghi chú |
| ------------------------------------------------------------------------- | --- | ------------------------ | ------------------------ | ------------------------ | ------------------------ | ------------- | ------------------- | --- |
| CMT Crossroads: Taylor Swift and Def Leppard                              | - Phát hành: 16 tháng 6 năm 2009 - Hãng thu âm: Big Machine - Định dạng: DVD                              | —                        | —                        | —                        | —                        |               |                     | - Phát hành độc quyền thông qua chuỗi cửa hàng Wal-Mart Hoa Kỳ, cho thấy Swift gặp gỡ người hâm mộ và trình diễn với ban nhạc rock người Anh Def Leppard.                                       |
| Taylor Swift: Journey to Fearless                                         | - Phát hành: 11 tháng 11 năm 2011 - Hãng thu âm: Shout! Factory - Định dạng: Blu-ray, DVD                 | —                        | 99                       | —                        | —                        |               |                     | - Trọn bộ 3 đêm chương trình truyền hình, kéo dài xấp xỉ 135 phút. DVD bổ sung 13 màn trình diễn tại Fearless Tour.                                                                             |
| Speak Now World Tour – Live                                               | - Phát hành: 21 tháng 11 năm 2011 - Hãng thu âm: Big Machine - Định dạng: CD/Blu-ray, CD/DVD, tải nhạc số | 11                       | 16                       | 25                       | 28                       | - Mỹ: 346.000 | - ARIA: 3× Bạch kim | - Bộ đĩa CD/DVD và CD/Blu-ray chứ 17 màn trình diễn từ chặng Bắc Mỹ của Speak Now World Tour.                                                                                                   |
| The 1989 World Tour Live                                                  | - Phát hành: 20 tháng 12 năm 2015 - Hãng thu âm: Big Machine - Định dạng: Streaming                       | —                        | —                        | —                        | —                        |               |                     | - Phát hành độc quyền thông qua dịch vụ streaming Apple Music, The 1989 World Tour Live cho thấy Swift trình diễn trước 76.000 khán giả tại Sân vận động ANZ, Sydney, Úc vào tháng 11 năm 2015. |
| "—" Không có mặt trên bảng xếp hạng hoặc không phát hành tại quốc gia đó. | |                          |                          |                          |                          |               |                     | |

## Điện ảnh
| Tựa đề                                    | Năm  | Vai            | Ghi chú    |
| ----------------------------------------- | ---- | -------------- | ---------- |
| Jonas Brothers: The 3D Concert Experience | 2009 | Chính cô       | Khách mời  |
| Hannah Montana: The Movie                 | 2009 | Chính cô       | Khách mời  |
| Ẩn số tình yêu                            | 2010 | Felicia Miller |            |
| Thần Lorax                                | 2012 | Audrey         | Lồng tiếng |
| Người truyền kỳ ức                        | 2014 | Rosemary       |            |
| Cats: Những chú mèo                       | 2019 | Bombalurina    |            |
| Amsterdam – Vụ án mạng kỳ bí              | 2022 | Liz Meekins    |            |

## Truyền hình
| Tựa đề                                 | Năm     | Vai         | Ghi chú                                 |
| -------------------------------------- | ------- | ----------- | --------------------------------------- |
| CSI: Crime Scene Investigation         | 2009    | Haley Jones | Tập: "Turn, Turn, Turn"                 |
| Late Night With Jimmy Fallon           | 2009    | Chính cô    |                                         |
| Saturday Night Live                    | 2009    | Chính cô    | Khách mời chủ trì, biên kịch, trình bày |
| Punk'd                                 | 2012    | Chính cô    |                                         |
| 20/20                                  | 2012    | Chính cô    |                                         |
| 60 Minutes                             | 2012–13 | Chính cô    |                                         |
| New Girl                               | 2013    | Elaine      | Tập: "Elaine's Big Day"                 |
| CBS This Morning                       | 2013–14 | Chính cô    |                                         |
| Late Night With Seth Meyers            | 2014    | Chính cô    |                                         |
| The View                               | 2014    | Chính cô    |                                         |
| The Talk                               | 2014    | Chính cô    |                                         |
| The Tonight Show Starring Jimmy Fallon | 2014–15 | Chính cô    |                                         |

## Quảng cáo
Cô xuất hiện trong một vài quảng cáo cho nhãn hiệu và công ty, bao gồm Band Hero (2009), Sony Cyber-shot DSC-TX7 (2010), Target (2012), Wonderstruck (2012), Coca Cola (2014),
Toyota Trung Quốc (2015) và Apple Music (2016).